# Napszámos

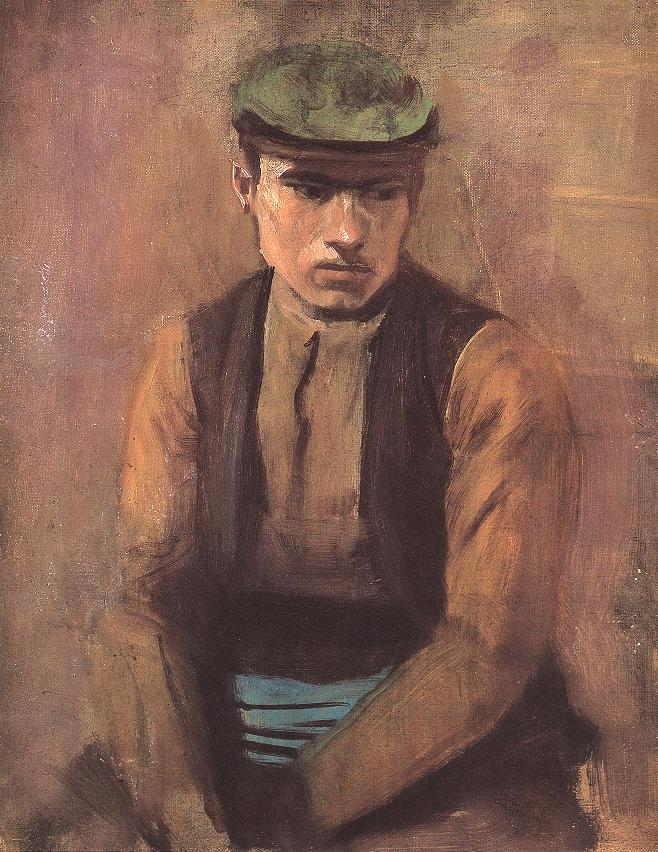
Mednyánszky László: Napszámos

A napszámos az egyszerű mezőgazdasági munkákat végző munkavállalók hagyományos elnevezése. 

## Története
A napszámosmunka arra utal, hogy a munkavállalókat bizonyos időtartamra, ideiglenes jelleggel alkalmazták. Az időbért illetően a mezőgazdaságban a napszámosmunka, ezzel szemben az iparban  az órabéres munka volt elterjedve. Akkor alkalmazták, amikor a munka nem volt teljesítménybérrel fizethető (pl. kapálás, permetezés stb.), vagy különleges okok késztették a feleket erre a bérformára. Amikor  a terményárak alacsonyak voltak, a munkavállalók inkább a napszámosmunka elismertetésére törekedtek, míg drágaság esetén a céljuk inkább a teljesítménybér elérése volt. (A munkaadóknak - természetesen - éppen fordítva.) Mindenesetre  a napszámosmunka az egyéb bérezési rendszereknél még kevésbé volt ösztönző.

## A FEOR-ban
A hasonló jellegű munkaköröket a mai magyar FEOR 9331 Egyszerű mezőgazdasági foglalkozású néven foglalja össze. Ezen munkakörök közös vonása, hogy a munkavállaló szakképzettséget nem igénylő, egyszerű vagy idényjellegű mezőgazdasági munkákat végez.

### Feladatai
- a megbízó útmutatásai szerint a haszonnövények kapálása, gyomlálása, permetezése, kötözése;
- termések kézi betakarítása, pl. kukoricatörés, gyümölcs- és zöldségszedés;
- az állattenyésztő telepek környezetének tisztán tartása, általános tanyatakarítás végzése;
- istállók, termények, földek őrzése.

### Jellemző munkakörök
- Baromfitelepi segédmunkás
- Brojler-telepi segédmunkás
- Csordás, gulyás, pásztor
- Disznópásztor, kondás
- Fűzvesszővágó
- Gulyás
- Gyógynövénygyűjtő
- Juhász
- Kaszáló
- Kazalozó
- Keltető üzemi segédmunkás
- Kertészeti kisegítő (napszámos)
- Ménes legeltető
- Mezőgazdasági napszámos
- Mezőgazdasági segédmunkás
- Nádarató, kézi
- Nádhúzó
- Nádkúpoló
- Nádszedő
- Nádtisztító
- Nádvágó
- Sertésetető
- Sertéstelepi segédmunkás
- Szalmabála építő
- Szalmabálázó
- Szarvasmarha-legeltető